# 395

## Събития
- След смъртта на император Теодосий, синовете му Аркадий и Хонорий разделят Римската империя на две части – Западна римска империя с център Рим и Източна римска империя, наречена още Византия, с център Константинопол.

## Починали
- 17 януари – Теодосий I, римски император